# 君とみた海
「君とみた海」（きみとみたうみ）は、若松歓が作詞および作曲した合唱曲である。1999年に発表された。

## 概要
変ニ長調で構成された曲で、混声三部合唱。4分の4拍子。
伴奏は全体を通して分散和音を中心に構成されている。

## 録音
- 神代混声合唱団（指揮：渡瀬昌治）
  - 2001年03月23日発売『中学生のための合唱曲集　New!心のハーモニー ワンダーコーラス（5）』（ビクターエンタテインメント、VICS-61075）収録[1]
- 平松混声合唱団（指揮：平松剛一）
  - 2007年7月25日発売『君とみた海 〜若松歓 コーラス セレクション 混声版』（TDKコア、TDCS-0023）収録[2]
  - 2010年7月21日発売『君とみた海 〜若松歓 コーラス セレクション 混声版』（日本コロムビア、COCE-36287）収録[3]